# Diaphorus magnipalpis
Diaphorus magnipalpis är en tvåvingeart som beskrevs av Van Duzee 1930. Diaphorus magnipalpis ingår i släktet Diaphorus och familjen styltflugor. Inga underarter finns listade i Catalogue of Life.